# Salamon-tenger
A Salamon-tenger egy 720 000 km² területű tenger a Csendes-óceánon. Nyugatról Pápua Új-Guinea, délről a Korall-tenger, keletről a Salamon-szigetek, északról pedig a Bismarck-szigetek határolja. Legnagyobb mélysége 9140 méter.
A második világháborúban több jelentős csata színhelye volt.

## Országok
Két ország fekszik a Salamon-tenger partján.
- Pápua Új-Guinea
- Salamon-szigetek